# CSS Patrick Henry
El CSS Patrick Henry fue un buque construido en la ciudad de Nueva York en 1859 por el renombrado William Henry Webb para la Old Dominion Steam Ship Line como el vapor civil Yorktown, con rueda de palas lateral en el costado de estribor y aparejo de bergantín. Transportaba pasajeros y carga entre Richmond, Virginia y la ciudad de Nueva York. El Yorktown estaba amarrado en el Río James cuando Virginia se separó de la Unión el 17 de abril de 1861, siendo la nave capturada por la Armada de Virginia y luego entregada a la Armada Confederada el 8 de junio de 1861. El comandante John Randolph Tucker, que comandaba el buque, ordenó que el Yorktown se convierta en cañonero y lo rebautizó como Patrick Henry en honor a al patriota revolucionario. También sirvió como el primer buque insignia del James River Squadron.

## Carrera Profesional
Todavía comúnmente conocida como Yorktown, fue asignado a una posición cerca de Mulberry Island en el río James para proteger el flanco derecho del Ejército Confederado de la Península.
El 13 de septiembre de 1861 y nuevamente el 2 de diciembre, el comandante Tucker llevó al Patrick Henry río abajo hasta un punto a unas 1,5 millas (2,4 kilómetros) por encima de Newport News, Virginia, y abrió fuego contra el escuadrón federal a larga distancia con la esperanza de sacar alguna de las cañoneras. La táctica fue rechazada, pero Tucker infligió algunos daños menores.

## Batalla de Hampton Roads
Durante la Batalla de Hampton Roads el 8 de marzo de 1862 en la que el CSS Virginia destruyó los buques de guerra federales USS Cumberland y USS Congress, El Patrick Henry intentó tomar la rendición de este último, pero fue atacado por baterías de tierra y tomó un proyectil en su cofre de vapor que mató cuatro hombres. Remolcada fuera de acción el tiempo suficiente para hacer reparaciones, pronto volvió a ocupar su puesto anterior.
Durante la histórica acción del 9 de marzo de 1862 entre el Virginia y el USS Monitor, El Patrick Henry disparó a larga distancia contra el Monitor. El Congreso Confederado agradeció más tarde a todos los oficiales y hombres por su conducta galante durante la batalla de dos días.
El Patrick Henry también estuvo presente durante algunas de las otras acciones de Virginia. En una osada operación nocturna el 5 de mayo de 1862, ayudó a retirar la propiedad confederada del Norfolk Navy Yard antes de que fuera abandonada a los federales.

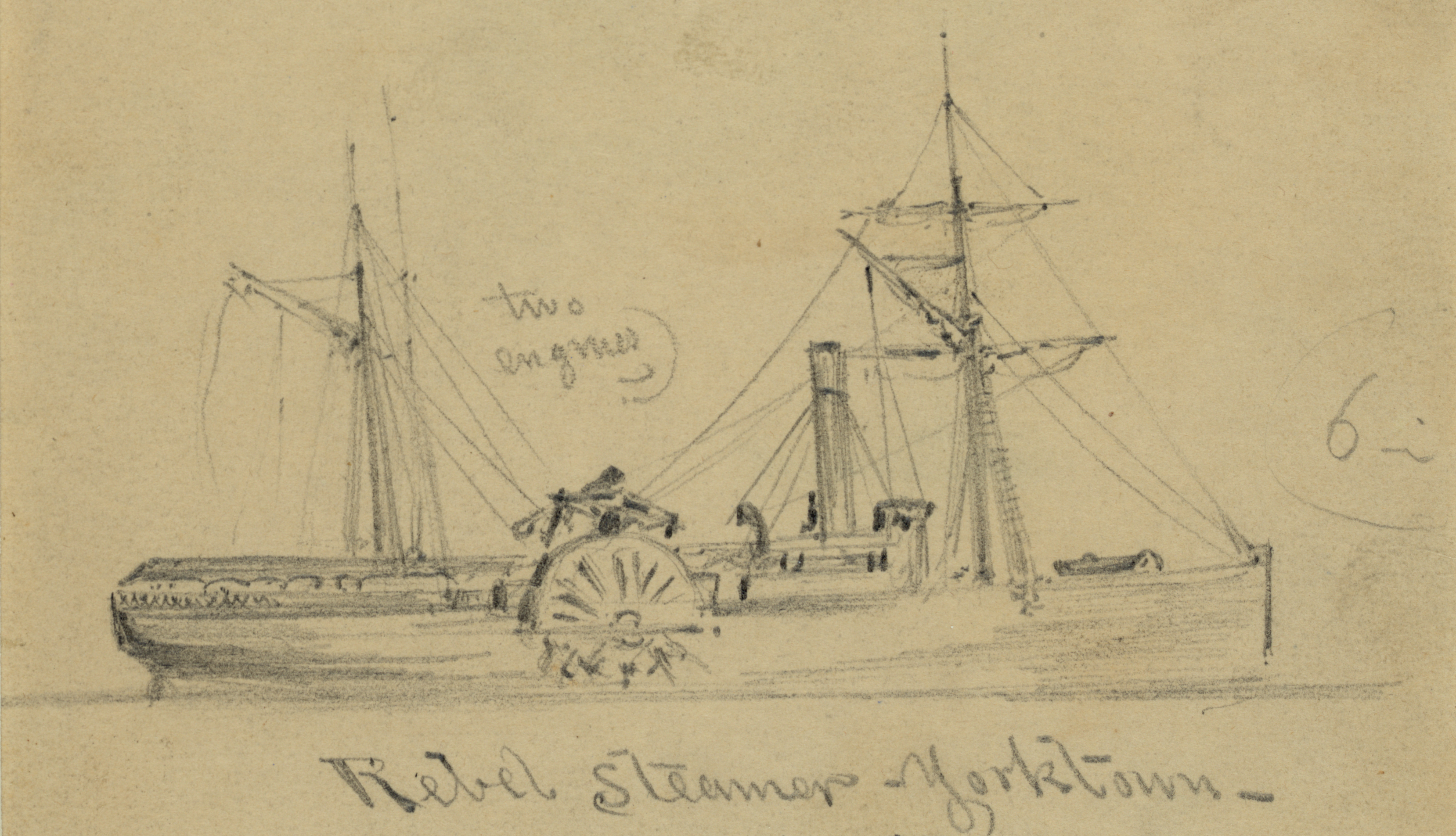
SS Yorktown.

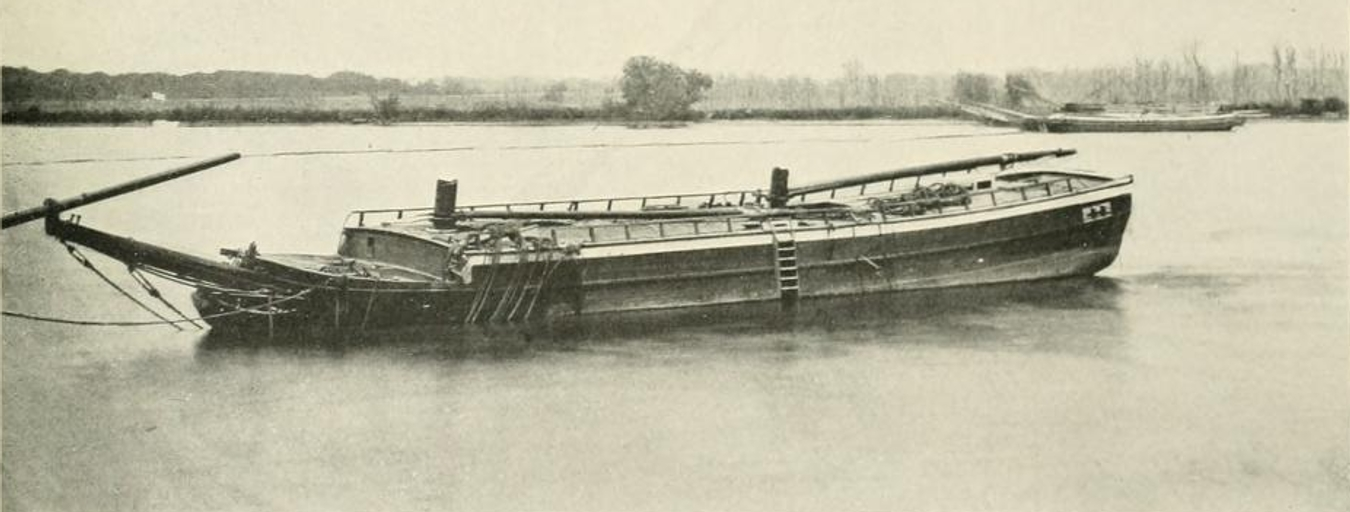
Restos del CSS Patrick Henry después de ser quemado por la Armada de los Estados Confederados.

## Últimos años delPatrick Henry
Después de la rendición de Norfolk, Virginia, el 10 de mayo de 1862, el James River Squadron, incluido el Patrick Henry, se retiró río arriba a Drewry's Bluff, donde los buques federales que perseguían fueron rechazados el 15 de mayo.
El Patrick Henry fue designado barco de la academia en mayo de 1862 y sufrió las modificaciones necesarias. En octubre de 1863, El Patrick Henry albergó la Academia Naval de los Estados Confederados flotante en Drewry's Bluff, donde comenzó la instrucción para 52 guardiamarinas bajo la superintendencia del teniente William Harwar Parker. Posteriormente, los números aumentaron a sesenta, con la asistencia de trece maestros. A veces participaba en la acción con los guardiamarinas a bordo.

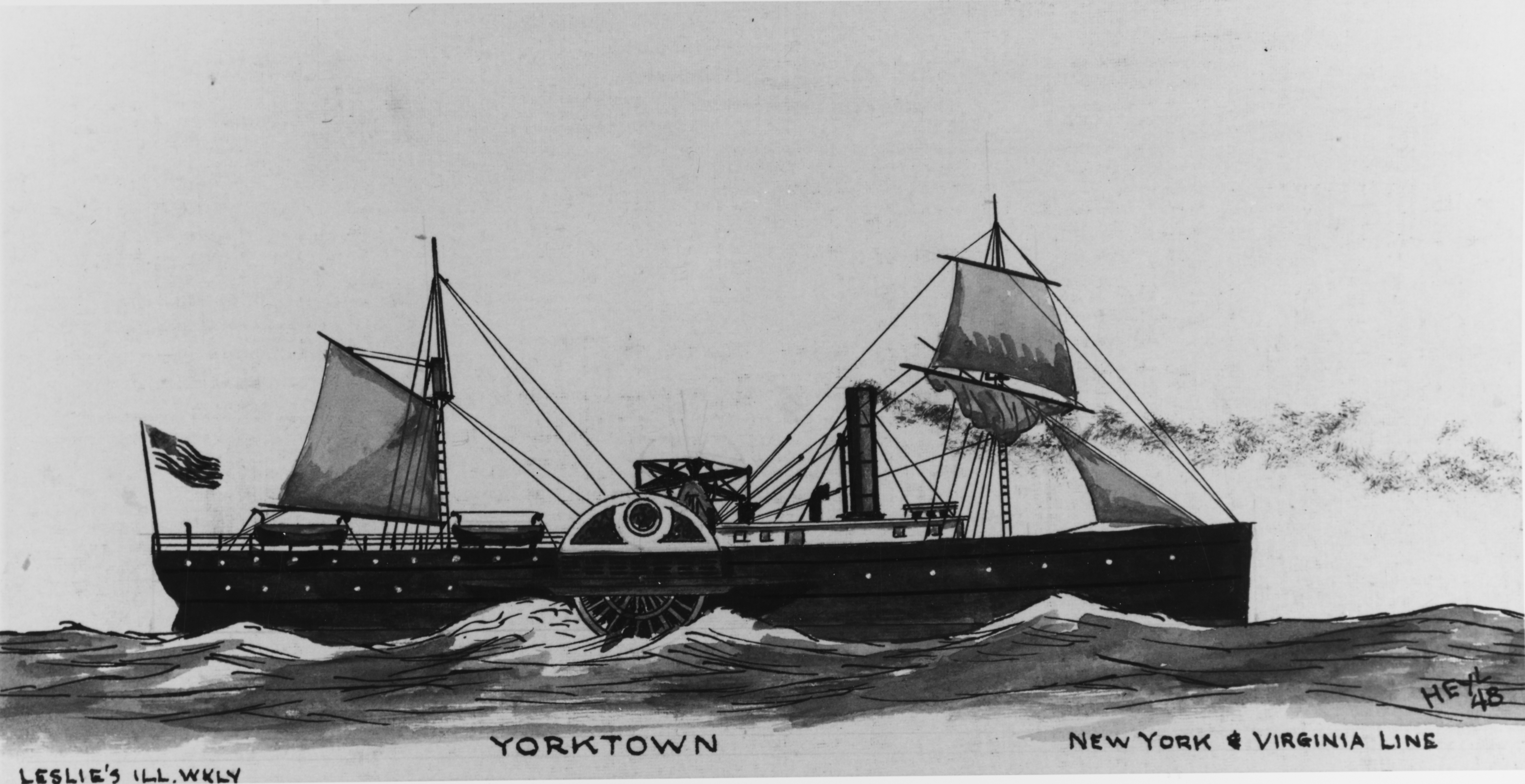
El CSS Patrick Henry en una acuarela de Erik H.

Cuando Richmond fue evacuado el 3 de abril de 1865, el Patrick Henry fue quemado para evitar la captura. A sus guardiamarinas se les encargó la entrega de una tesorería de unos CS $ 500.000 a la nueva sede del gobierno de Danville, Virginia. Cuando se disolvieron, cada uno recibió $ 40 en oro para ayudarles a llegar a sus hogares.

## Comandantes
Los comandantes del CSS Patrick Henry fueron:
- Capitán John Randolph Tucker (1861 - junio de 1862)
- Teniente William Harwar Parker (1863 - fin de la guerra)